# Una valigia tutta blu
Una valigia tutta blu è stato un varietà televisivo della Rete 1 condotto da Walter Chiari in prima serata dal 30 giugno al 25 agosto 1979.

## Il programma
Registrato negli studi di Napoli, Una valigia tutta blu rappresentò la penultima conduzione in Rai di Walter Chiari.
L'attore, coadiuvato da Augusto Martelli, ospitò - tra gli altri - la nuova generazione di cantautori italiani, alcuni dei quali destinati ad un grande successo, altri ad una carriera più effimera: nel corso delle puntate sfilano artisti quali Alberto Fortis, Franco Fanigliulo (che si produce in un monologo ed interpreta Buffone), il complesso dei Limousine (Malgrado te, malgrado noi), Vasco Rossi (Albachiara), Amedeo Minghi (Di più), Rino Gaetano (Resta vile, maschio, dove vai? e Ahi, Maria) oltre a un'inedita Patty Pravo (Autostop), Rettore (Splendido Splendente) e Marcella Bella (Lady Anima), Nada (Dolce più dolce), Anna Rusticano (Tutto è musica). Tra gli ospiti da ricordare vari artisti popolari in quel periodo: Dee D. Jackson (Fireball), Collage (Un'altra estate/Mania), La Bottega dell'Arte (L'avventura), Daniel Sentacruz Ensemble (Blu), Pooh (Io sono vivo).
Ospite fissa del programma era Iva Zanicchi che, accompagnata dal maestro Augusto Martelli, si esibiva in alcuni momenti musicali e cantava dei suoi successi, riarrangiati dallo stesso Martelli in chiave moderna, ed era sua anche la sigla finale del programma, La valigia (i cui autori erano Luigi Albertelli e Bruno Tavernese).